# Droga N11 (Holandia)
Droga ekspresowa N11 (nl. Autoweg 11) - droga łącząca autostradę A4 (węzeł Zoeterwoude-Rijndijk) z autostradą A12 (węzeł Bodegraven).